# Mount Oliver (Antarktika)
Mount Oliver ist ein über 3800 m hoher Berg in der antarktischen Ross Dependency. Er ragt 3 km südöstlich des Mount Campbell in den Prince Olav Mountains auf.
Teilnehmer der United States Antarctic Service Expedition (1939–1941) entdeckten und fotografierten ihn. Der US-amerikanische Geophysiker Albert P. Crary (1911–1987) nahm zwischen 1957 und 1958 eine Vermessung des Berges vor. Crary benannte den Berg nach Norman Oliver vom Air Force Cambridge Research Center, Projektleiter zur Erforschung des Polarlichts in Antarktika zwischen 1957 und 1960.